# Shūsei Nagaoka

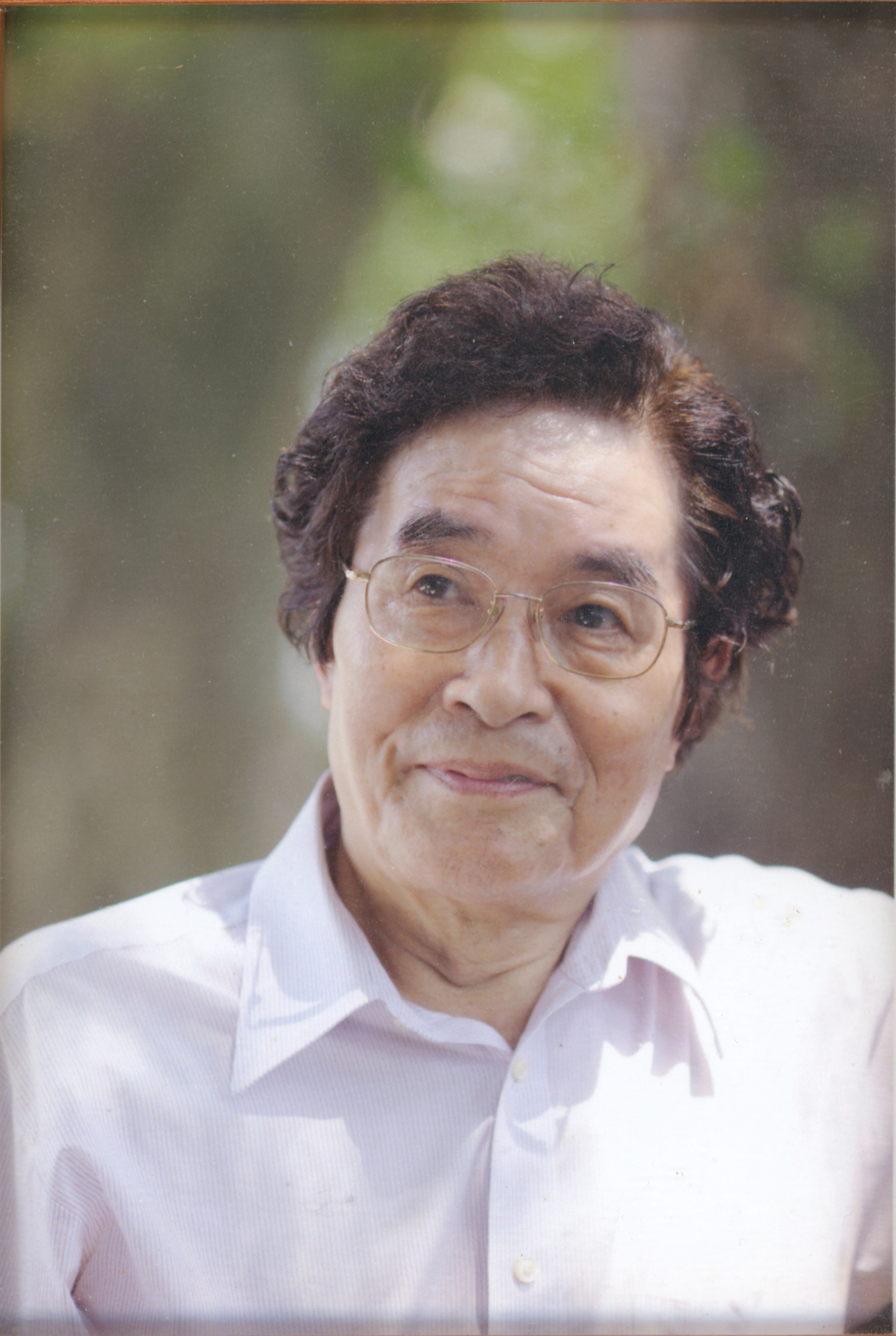
Shūsei Nagaoka

Shūsei Nagaoka (japanisch 長岡 秀星, Nagaoka Shūsei; geboren 26. November 1936 in Nagasaki (Präfektur Nagasaki); gestorben 23. Juni 2015 in Odawara, Präfektur Kanagawa) war ein japanischer Illustrator und Maler.

## Leben und Wirken
Shūsei Nagaoka brach ein Studium an der „Musashino Art School“ (jetzt Kunsthochschule Musashino) ab, begann aber eine Tätigkeit als Illustrator und Designer. 1970 war er der Chefdesigner für den Somitomo-Pavillon auf der Expo ’70.
1970 zog Nagaoka in die Vereinigten Staaten und gründete ein Kunststudio „Design Maru“ in Hollywood. Nachdem er für das Cover des Magazins „West Magazine“ verantwortlich war, arbeitete er an Plattencovern und Filmwerbung. 1976 gewann er den „Best Album Cover Award“ des Rolling Stone Magazins. 1981 veröffentlichte NHK Publishing das Kunstbuch „The World of Shūsei Nagaoka Part 1“. Am 16. November desselben Jahres wurde die NHK-Dokumentarfilm-Sondersendung „Kitarō & Shūsei Desert Visionary“ ausgestrahlt.
1985 veröffentlichte Nagaoka das Kunstbuch „The World of Shusei Nagaoka Part 2“. Er produzierte offizielle Poster für die Expo 85 in Tsukuba und für Exponate für die staatliche Ausstellungshalle. Er arbeitete auch an Tourismusplakaten mit Bezug zu seiner Heimatstadt Nagasaki. Zu seinen Kunden in den Vereinigten Staaten zählen große und bekannte Unternehmen wie General Motors, Ford, Chrysler, Volkswagen, Lockheed, Reader’s Digest und die NASA.
Nagaoka war bis 2004 in den Vereinigten Staaten ansässig, kehrte dann nach Japan zurück. 2015 starb er im Alter von 78 Jahren in einem Krankenhaus in der Stadt Odawara in der Präfektur Kanagawa an einem Myokardinfarkt.